# José Antonio Chamot
José Antonio Chamot (Concepción del Uruguay, 17 de maig de 1969) és un exfutbolista argentí, que ocupava la posició de defensa.

## Trajectòria
Després de despuntar al seu país a Rosario Central, el 1991 marxa a la competició italiana, on roman fins al 2003 (tret d'un parèntesi a l'Atlètic de Madrid) on milita a conjunts com la Pisa, la SS Lazio o l'AC Milà. Es retira el 2006, després de dos anys de nou a Rosario.

## Internacional
Chamot va ser internacional amb l'Argentina en 43 ocasions, tot marcant dos gols. Amb els americans hi va participar en tres Mundials: 1994, 1998 i 2002. També hi va jugar la Copa Amèrica de 1995.
Amb la selecció olímpica va guanyar l'argent a la cita d'Atlanta 1996.

## Títols
- Coppa Italia: 1998, 2003
- Champions League: 2003